# Дідушко Олег Анатолійович
Оле́г Анато́лійович Діду́шко (нар. 17 березня 1972; Київ, УРСР — 7 лютого 2015; Дебальцеве, Донецька область, Україна) — солдат Національної гвардії України.

## Життєпис
Закінчив київську ЗОШ № 108. Знакова та легендарна постать фанатського руху «Динамо» Київ, Олег «Беркут» завжди був надійним другом та відданим вболівальником. Відвідав безліч матчів улюбленого клубу як вдома так і на виїзді.
Як людина з активною життєвою позицією та патріот брав участь у Революції Гідності, був поранений на вулиці Грушевського.
З початком військової агресії Росії добровольцем став до лав НГУ та вирушив звільняти Слов'янськ. Доброволець, 2 батальйон оперативного призначення НГУ (нині бат. ім. Кульчицького), в/ч 3027 Північного ОТО — травень-червень 2014 р. Солдат резерву, гранатометник. Мобілізований в серпні 2014 року. Стрілець-помічник гранатометника, військова частина 3002, Західне ОТО.
Брав участь у звільненні м. Словянськ. 7 лютого 2015-го загинув під Дебальцевим під час обстрілу з установки БМ-21 «Град».
Похований у Києві 10 лютого 2015 року.

## Нагороди та вшанування
За особисту мужність і героїзм, виявлені у захисті державного суверенітету та територіальної цілісності України, вірність військовій присязі під час російсько-української війни 23 березня 2015 року посмертно нагороджений орденом «За мужність» III ступеня.
13 жовтня 2015 у київській ЗОШ № 108, у Голосіївському районі, врочисто відкрито меморіальну дошку Олегу Дідушку..
29 серпня 2024 року на честь нього було названо вулицю у Голосіївському районі, місцевість Добрий Шлях.